# Stealth Bastard
Stealth Bastard est un jeu vidéo d'infiltration et de plates-formes développé et édité par Curve Digital, sorti à partir de  2011 sur Windows, Mac, Linux, PlayStation 3, PlayStation 4, PlayStation Vita et iOS. Il est également connu sous le nom Stealth Inc: A Clone in the Dark.
Il a pour suite Stealth Inc 2: A Game of Clones.

## Accueil
- Canard PC : 8/10 (Deluxe)[1]